# Greens Landing
Greens Landing es un lugar designado por el censo ubicado en el condado de Bradford en el estado estadounidense de Pensilvania. En el año 2010 tenía una población de 1.170 habitantes.

## Geografía
Greens Landing se encuentra ubicado en las coordenadas 41°56′10″N 76°32′44″O / 41.93611, -76.54556.. Según la Oficina del Censo de los Estados Unidos, Greens Landing tiene una superficie total de 2,73 mi² (7,1 km²), de la cual 2,67 mi² (6,9 km²) corresponden a tierra firme y 0,06 mi² (0,2 km²) es agua.